# جابي نوفاك
جابي نوفاك (بالكرواتية: Gabi Novak) هي مغنية كرواتية، ولدت في 8 يوليو 1936 في برلين في ألمانيا.

## وصلات خارجية
- جابي نوفاك على موقع IMDb (الإنجليزية)
- جابي نوفاك على موقع ميوزك برينز (الإنجليزية)
- جابي نوفاك على موقع ميوزك برينز (الإنجليزية)
- جابي نوفاك على موقع ديسكوغز (الإنجليزية)